# Edgar Aguilera
Edgar Milcíades Aguilera Aranda, né le 28 juillet 1975 à Villeta au Paraguay, est un footballeur international paraguayen. Il évoluait au poste de milieu de terrain.

## Biographie
Edgar Aguilera reçoit 8 sélections en équipe du Paraguay entre 1998 et 1999.
Retenu par le sélectionneur Paulo César Carpeggiani afin de participer à la Coupe du monde 1998 organisée en France, il ne disputera pas une seule minute de jeu lors du mondial.

## Palmarès
- Vainqueur du Tournoi d'ouverture du championnat de Bolivie en 2005 avec le Club Blooming